# Christian-Louis Eclimont
Christian-Louis Eclimont, né le 24 juillet 1953 à Rambouillet et mort le 15 octobre 2020 à Tourouvre, est un écrivain, parolier et historien français.

## Biographie
Petit-fils d'un cheminot sarthois, fils de Suzanne (-1920), cafetière, et de Robert Eclimont (1925-2020), chef d'atelier SNCF à Montrouge puis maire-adjoint chargé du patrimoine, Christian Louis Robert Eclimont, natif de Rambouillet, vécut une partie de son enfance au Perray-en-Yvelines avant d'être scolarisé au collège de Trappes.
Initialement comédien, Christian-Louis Eclimont fut avant tout un homme de l'écrit : parolier, journaliste, scénariste, dialoguiste, romancier et historien.
Avec son co-auteur le futur romancier Michel Dodane, il écrivit des sketches pour le café-théâtre, joua au Caveau de la République dès 1972, puis au Théâtre des Blancs-Manteaux, au Petit casino, au Théâtre de Dix-Heures. Le duo Eclimont-Dodane reçut le Prix du rire 1977.
Acteur, Christian-Louis Eclimont joua de petits rôles à la télévision (Les amours de la Belle-époque, épisode Mon amie Nane, 1980 ; Histoire de la grandeur et de la décadence de César Biroteau).
Parolier de 300 titres enregistrés, il a notamment écrit pour l'album Lumières d'amour (1982) de Mort Schuman (Nuit blanche ; Dors ma femme dors ; Je suis jaloux de vous ; Memory ; Le cœur sentinelle), Ginette Reno, Daniel Levi et Patti Layne.
Christian-Louis Eclimont fut surtout l'auteur d'une quarantaine de livres. Ses domaines de prédilection comme écrivain étant la chanson française, le cyclisme, la pop culture, le surréalisme, la peinture et le patrimoine parisien.
Dans le cyclisme, il a assuré divers postes : rédacteur en chef de Cyclisme international, rédacteur en chef de Vélo news (1994-2002), chargé de communication pour le département cyclisme de l'agence Windward.
Il résidait dans le département de l'Orne.
Christian-Louis Eclimont meurt le 15 octobre 2020.

## Œuvres
- Qui a tué le maillot jaune ?, 1995.
- Tuer la bête en moi, 1996.
- Berry-Texas, 1998.
- Almanach du Cyclisme, avec Guy Caput, 1998.
- Ma vérité, avec Richard Virenque, 1999.
- Anthologie du cyclisme, 1999.
- Cyclisme nostalgie, préface de Cyrille Guimard, 2006.
- Les zilarants, 2007.
- Eric Liot, ma vie chez les super-héros, 2007.
- Bernard Pras, Inventaires, 2007.
- Swinging Sixties, 2009.
- Daniel Gastaud, continuum, 2009.
- Gilbert Collard, l'avocat de l'impossible, avec Gilbert Collard, 2010.
- Il était une fois Joe Dassin, 2010.
- Georges Brassens par ses chansons, avec Didier Barbelivien, 2011.
- Petits mails entre amants, 2011.
- Ma vie sans cinéma, avec Jean Becker, 2011.
- 1 000 chansons françaises, 2012.
- Rock'o'ricko, 2012.
- Francky Boy, 2012.
- Piaf par ses chansons, 2013.
- J'y étais, avec Jean-Luc Moreau, 2013.
- Le tour de France en 100 histoires extraordinaires, 2013
- Cinémad, 2014.
- Les chansons de l'Histoire de France, 2015.
- Waty, 2015.
- Si Paris m'était conté, 2016.
- Le Tour de France, livre officiel, 2016.
- Catch, l'âge d'or, 2016.
- Madame Vérité ou la conspiration des étoiles, 2017.
- Le grand livre du pop, avec Jean-Bernard Hebey, 2018
- Bas boys du cyclisme, 2018.
- Mai 68, actions et réactions, 2018
- Crimes à la Une, 2019.
- C'était l'âge d'or de la Chanson, 2019.
- Gaston, avec Christophe Bier, 2019.
- Le grand livre du Père-Lachaise, 2020.